# Токчан, Мухаммед
Мухаммед Эмин Токчан (абх. Мухаммад Тыҟәа-иҧа, род. 1969, Гебзе, Турция) — лидер террористической группировки «Внуки Шамиля», ответственной за захват парома «Аврасия».

## Биография
Родился в Турции, в семье потомков абхазов-махаджиров (вынужденных переселенцев из Абхазии в Турцию в XIX веке). По неподтвержденной информации его отцом был Адиль Тук-Ипа, по матери же он приходился родственником Хамзату Гицбе, ещё одному члену группировки «Внуки Шамиля».
Участник Грузино-абхазского конфликта 1992—1993 годов, а также Чеченских войн. Организатор и участник захвата парома «Аврасия». После был задержан, но сбежал из тюрьмы. В 1999 году был повторно арестован в Турции. Во время ареста заявил, что все действия по захвату «Аврасии» были совершены им по прямому указанию Шамиля Басаева.
В 2000 году амнистирован.
В 2001 году захватил заложников в стамбульской гостинице, требуя прекратить действия России в Чеченской республике. Никто из заложников не пострадал. В итоге суд приговорил 13 чеченцев, граждан Турции, к срокам заключения от трёх до одиннадцати лет, но отбывал наказание в тюрьме только лидер группы, Мохаммед Эмин Токчан. Остальные были освобождены, так как им было зачтено время, проведённое под стражей.